# Historieta en el Perú
La historieta en el Perú se desarrolló desde 1887 con El Perú Ilustrado.

## Historia de la historieta

### Orígenes (1873-1921)
Suele citarse Primer nueva corónica y buen gobierno (hacia 1615) de Felipe Guamán Poma de Ayala como ejemplo de antigua historieta, aunque la mayoría de los estudiosos de medio lo consideran un producto cultural de la modernidad industrial y política occidental que surgió en paralelo a la evolución de la prensa como primer medio de comunicación de masas, y buscan la primera historieta entre las reproducidas en ella. En el caso de Perú, esto supone remontarse hasta 1873, fecha en que Dumontel firma la historieta “Fragata sospechosa a la vista” , como parte de la serie titulada "Lima a las diez de la noche" para el semanario Don Quijote.
En 1887 se funda el semanario El Perú Ilustrado, que hasta 1890 dará a conocer autores como Julio Gálvez (Aventuras de una suegra) y sobre todo Zenón Ramírez (autor este último del guion de un álbum humorístico en 1888). También abunda en la prensa diaria la historieta política y anticlerical, como El leguito Frai José (1893–1895) y Fray K. Bezón (1907-1912) de Rubén Polar.
Ya en el siglo XX, surgen nuevas revistas que acogen temas humorísticos e infantiles como Actualidades (1903-1907), Monos y monadas (1905-1906) y Variedades (1908-1932), con obras de Pedro Challe (Cinema o La semana cómica, ambas de 1912), Julio Málaga Grenet, Juan Marcos Sarrín (Historia del Perú en guasa, 1916), Víctor Morey (Aventuras de Pepito u Chumbeque, 1919) y Abraham Valdelomar.

### Un nuevo lenguaje (1922-42)
En los años 20 se hace sentir la influencia estadounidense con la adopción del globo de diálogo en series como El comisario Ted Micky de Gustavo Lama y Travesuras de Serrucho y Volatín, de Jorge Vinatea Reinoso, ambas de 1922, o dos años después en Mataperradas de Gordete y Calambrito de Pedro Challe.

### La Edad de Oro (1947-61)
Con la madurez de la tira cómica de Crose (Carlos Roose Silva). La revista que aglutinará a los historietistas del período será Avanzada (1953-1968), autores como Rubén Osorio, Hernán Bartra, Javier Floréz del Águila, entre muchos otros verdaderos maestros.

### Una nueva conciencia (1972-1988)
Luego que Expreso impulsará la difusión de historietas, en los años 70 se expande la historieta alternativa, ideológica, de izquierda. Juan Acevedo es uno de los capitanes de este rumbo. A su vez, Marisa Godínez fue la primera mujer en presentar ilustraciones para Monos y Monadas.

### La historieta infantil
Tuvo su época de oro en las décadas de los 60 y 70, primero con la revista infantil "Avanzada" y luego masivamente durante el gobierno militar con la revista de historietas El Trome, que publicaba semanalmente el diario Expreso. Sus abanderados eran los extraordinarios historietistas Juan Osorio y Hernán Bartra quienes pusieron su experiencia en este medio con personajes como "Coco, Vicuñín y Tacachito". A mediados de la década del 70 el diario "La Prensa", publicó el suplemento infantil Urpi donde se incluyeron también historietas infantiles como "Cuyín" (primer personaje basado en la caricatura de un cuy) de los hermanos Juan y Víctor Ataucuri García, que hoy se destacan como fabulistas y escritores, y "Pucholo" (una versión infantil de la famosa tira cómica "Serrucho" de David Málaga) del historietista Víctor Cáceres. La característica esencial de estas revistas infantiles era su gran acogida que se reflejaba en su tiraje que sobrepasaban los 100 mil ejemplares.
En los 80, aparece otro suplemento infantil que acoge nuevamente a historietistas, esta vez son los hermanos Ataucuri García los abanderados de la historieta infantil, publicando durante un año una serie de historietas basadas en fábulas. "Visión Futuro" suplemento infantil, era publicado semanalmente por la revista Visión Peruana dirigida por César Hildebrandt y su tiraje llegó a superar los 120 mil ejemplares, un récord registrado en su tipo de publicación. Sin duda la historieta infantil es de vital importancia, pues es la raíz sobre la que se erige toda una cultura historietística pero, desagraciadamente, en nuestro país se la menosprecia y no se le da el real valor, pues es una herramienta formativa a diferencia de las dirigidas a público mayor, que en esencia son más de entretenimiento y de humor político.

### La difícil supervivencia
Debido a que en el Perú, el hábito de lectura no es constante y la iniciativa de la educación no siempre es la de difundir la cultura; los dibujantes y guionistas del cómic peruano, tienen que luchar contra tantas adversidades que inclusive muchos trabajos jamás llegan a ver la luz. Otros simplemente se quedan en el olvido con un par de ediciones como mucho. Sin embargo, los intentos para que resurja han sido muchos. Se destaca la revista Carboncito (2001) dirigida por los hermanos Renzo y Amadeo González que aglutina a los historietistas independientes del medio local como extranjero y que lleva publicados hasta 2012, El grupo Punto Aparte fundado en 1999 (Giovani Menendez y Tania Salcedo) con sus revistas de cómics abanderadas Eutanasia (la primera revista de cómics de terror en Perú) con 24 números y los zombis También lloran (con 5 números actualmente publicados) logrando con su perseverancia vivir de sus publicaciones o la Primera Revista de Superhéroes del Perú MED comics, fundada en 2009 por Martin Espinoza, lleva publicados 18 números en sus primeros 5 años, de allí dieron el salto a los kioscos, desde el 8 de agosto de 2014 con sus personajes: La Chola Power. DESCOMUNAL de Franz Montoya, EL GUACHY-MAN de Luis Morocho, XCORPIONA de J.Luis Miranda Y LA SUPERMAMACHA de Ricardo Orihuela. También destaca la revista Tiralínea, de 2004, cuyo editor es James Dettleff, que ha publicado hasta la fecha 20 números. Otro claro ejemplo es el grupo de jóvenes de Perumanga, fundado en 2005, ellos se encargaron sin fines de lucro de impulsar el tan alicaído gusto por el manga, permitiendo a sus usuarios a subir sus trabajos a la web y poder apreciarlos en una aplicación en flash como si fuera una revista impresa. Antes entre 1997 y 2002 existió Mangakan, suplemento de la revista de Anime Sugoi en el cual fue en su momento el único medio de publicación de manga en Perú. En el 2008 se fundó el estudio Perro Muerto Producciones, que desde entonces ha estado produciendo y rescatando material diverso de autores del Mangakan como Carlos Méndez Chang (Q.E.P.D.), Carlos Anglas, Jose Luis del Castillo y Paulo Rivas, así como publicando las obras de jóvenes autores como Eugenia Joyuén, Juan Pablo Montenegro, Alonso Molina, Javier Soto, Pedro Castro y otros. Han asesorado también en temas de impresión y publicación a varios autores independientes y están enfocando su producción actual en contenido digital y producción por demanda para abaratar costos.
Algunos ellos son:
- Inkarri de Elvis Cerrón Guerra.
- Cabsai de Michael Laborio.
- Alen Uve de Dick Huamán.
- DinoFuego de Peter Valdivia M.
- Sari Sarum de William Guzmán Zúñiga.
- Brando Domínguez Basques

A ellos se suman artistas independientes como Miguel Det, Diego Rondón Almuelle, César Carpio, Carlos Castellanos, entre muchos otros.

### Historieta descentralizada
La historieta peruana ha crecido en la capital del país, pero cabe resaltar el trabajo de grupos de historietistas en otras ciudades del Perú.
En Arequipa el grupo Tawa ha tenido un éxito sin precedentes con su cómic "Ayar, La Leyenda de los Inkas" que ha sido publicado por la empresa Jattos Publisher en 170 países.
En el Cusco el grupo Qosqomic se ha consolidad como uno de los grupos más grandes del sur del país, publicando la revista de historietas del mismo nombre: "Qosqomic" desde 2011. El grupo fue convocado por el experto en historieta nacional Carlo Gonzales de Nagra, y fue fundado por Fabricio RivasMar, Mario Bustamante y John David Rodríguez "Blac Poncho". Qosqomic ha tenido como invitados a varios artistas nacionales, actualmente Qosqomic congrega una serie de historietas de dibujantes cusqueños:
- Bestial, La Era de los Inkas de Fabricio RivasMar
- Ojotin y Goyo de Mario Bustamante
- Lobo y Azafata de Kevin Mohammed Miranda
- Intillapa de Amaru Paucarmayta
- CRAM noticias de Rodrigo Orcón
- Kallpacomic de Royer Severo
- Benjamin Ilka (artista invitado EE. UU)

En Ica el grupo Punto Aparte (Tania Salcedo y Giovani Menendez) edita, promociona y crea historietas desde 1998 ininterrumpidamente, primero con la revista sui generis y luego con la revista Punto Aparte, a lo largo de los años sigue publicando cómics, generalmente de temática de misterio, terror y zombis, en la actualidad editan la revista de cómics Golgota que esta por el número 24, y la revista Eutanasia (la primera revista de cómics de terror realizada en Perú) que cuenta con 25 números, muy aparte de su aclamado cómic: Los Zombies también lloran que cuenta con 5 números, (en donde la sátira y crítica social están presentes reflejadas en las historias de los zombis quienes son los protagonistas). Actualmente es el único grupo de historietistas que vive de sus cómics y residen en Lima -Perú.
- Otros cómics publicados de la editorial Punto Aparte:
- Querido hermano (número único)
- Los archivos del dr. Jesús (2 números publicados)
- Circus. (1 publicado)
- Q.E.P.D. (6 números publicados)
- Obsesión ( 2 números publicados )
- Carne fresca ( 2 números publicados )
- Cuentos de la Tía Abuela ( 8 números publicados )
- Gatitos lindos (2 números publicados)
- K'arwarasu (6 números publicados)
- N.N. (6 números publicados)
- sombras en la oscuridad ( 1 compilatorio y 2 números publicados)
- Terra Ignota
- Una historia más (número único)
- Punto Aparte ( 19 números publicados)
- Rekunch... ( 3 números publicados)
- De vermis misterys (2 números publicados)
- Circus primer arco ( 4 números publicados)
- El pequeño libro del hechicero (2 números publicados)
- Sello Negro (número único)

## Producción de humor gráfico político en el Perú
La aparición del humor gráfico en el Perú nos sitúa en los periódicos del siglo XIX. De temática política, se ridiculizaba a San Martín con O’Higgins. El autor era un español llamado Gaspar Rico, quien escribía en El Depositario sus ideas políticas, para luego convertirse en consejero del virrey La Serna. Este periódico contenía ilustraciones satíricas y se caracterizaba por su humor verbal y sirvió como base para el desarrollo de la caricatura como instrumento de protesta entre los peruanos y quienes estaban a favor de la corona español.
Los conflictos militares con España parecían ya calmados, sin embargo existía una tensión industrial. En las técnicas, del grabado se pasó al daguerrotipo. Posteriormente, en 1840 aparece la figura de Felipe Pardo y Aliaga, quien en el periódico El espejo de mi tierra, realizaba caricaturas políticas contra el gobierno de ese entonces; sin embargo, todavía no aparecían figuras destacadas.
No fue hasta mediados del siglo XIX, que aparece Manuel Atanasio Fuentes Delgado, quien criticaba a Ramón Castilla mediante la caricatura que realizaba en su periódico El Murciélago. Aquí por ejemplo se cuestionó las elecciones de 1855 y algunas características del mandatario. De esta forma, empezaron a surgir figuras que tomaban a personajes políticos de la época  para caricaturizarlos satíricamente. Así, aparece el semanario Don Quijote, que surgió en 1873 y marcó una nueva etapa para el humor gráfico, aunque tuvo una temática social más que política, fue la primera muestra de historieta en el país.
Debido a los problemas sociales que el país atravesaba, el humor gráfico se vio estancado en cierta medida, solo El Murciélago seguía publicando. Es por eso que luego de la Guerra con Chile, se atraviesa un periodo de incertidumbre nacional. Ahí es cuando aparece El Perú ilustrado, que tenía influencia de países extranjeros como Estados Unidos y España. Apareció entre los años 1887 y 1892. No obstante, las caricaturas políticas fueron reemplazadas por ilustraciones que plasmaban la realidad de una forma más directa.
Posteriormente, en 1905 aparece la revista Monos y Monadas, de carácter político. Tenía como principales protagonistas a personas del sector popular. También aparece el escritor y periodista Abraham Valdelomar, quien colaboró en diversas revistas de la época con sus caricaturas políticas, dándoles un estilo estético diferente. Ejemplos de sus caricaturas fueron “Borriqueras”, donde ridiculizaba a los funcionarios públicos de su tiempo, o sus dibujos sobre Leguía. De esta forma, la revista permitió el despegue de muchos caricaturistas, que trataban diversos temas como el mestizaje o la oposición al gobierno.
Ante la desaparición de Monos y Monadas, aparecen caricaturas anticlericales. Y no es hasta 1922, cuando el humor gráfico adquiere mayor preponderancia. En el contexto internacional el humor estadounidense entra en auge desplazando a la influencia francesa.
La forma en que se diseñaban las historietas cambió a una serie familiar. Y esto sumado a lo anterior (la influencia Norteamericana), ocasionó que la caricatura política fuera desplazada por tiras cómicas, además de su estilo de dibujo. Y de esta forma, el humor gráfico se convirtió en un instrumento que se vio influenciado más por temas sociales, que políticos.
Por ese entonces, se atravesaba un apogeo de la historieta surrealista sobre otros temas como lo social. Sin embargo, la historieta peruana tenía como competencia al cómic norteamericano. Y no solo esto, sino que la burocracia hizo que algunas caricaturas e historietas fueran censuradas. Algunas historietas como “La familia Clatayu”,  tenían como temas las ilusiones de prosperidad y las costumbres de ese entonces.
Y debido a la Segunda Guerra Mundial, la caricatura empieza a perder otra vez su autonomía, para convertirse en un instrumento para expresar una posición. En el gobierno de Luis Bustamante y Rivero se consolida la libertad de prensa; pero esto no fue suficiente para que resurja la caricatura.  Surge en la revista Palomilla un personaje particular, un bandolero Fantasma que incluye a la sierra dentro del humor gráfico, denunciando la explotación acontecida en dicha región. El creador de estas aventuras fue Demetrio Peralta.
Ya a finales de los 40, la historieta se desarrolla como una tira diaria. Aquí es cuando los dibujantes tienen la oportunidad de aparecer en diarios; sin embargo, esto llevó a una limitación de su libertad creativa, ya que estaban dirigidos por un editor. Una década después la influencia viene de Argentina, sobre todo en la forma de tratar los temas y estética.
Durante las migraciones del campo a la ciudad de Lima, aparece el humor popular para tratar temas raciales, como en “Boquellanta”, ya que en ese entonces los afroperuanos eran víctimas de prejuicios; también se representaba la reivindicación indígena, como en “La cadena de Oro” de Rubén Osorio. A pesar de que se trataran de forma realista esos temas, seguían surgiendo personajes surrealistas debido a que aún continuaba la influencia norteamericana. Así, aparecen personajes como “Supercholo” (1957) creado por Víctor Honigman.
Según Sotelo (2009), de gran importancia para el humor gráfico fue la revista Avanzada se dedicó a la historieta educativa, pero también social, ya que trataba tema de las tres regiones del país. Así, Las aventuras de Padre de la Fuente trató sobre un sacerdote que debía cumplir una misión en el Amazonas. Pero los años fueron pasando y en 1965 se dan los primeros intentos para los cómics peruanos en colores basados en leyendas incaicas. De esta forma el humor gráfico atraviesa un periodo diferente, en donde la caricatura e historieta se alejan del realismo para dar lugar a nueva forma de diferente de expresarse; sin embargo, acontece el golpe de Estado de Velasco Alvarado y el contexto cambia por completo.
Durante el periodo de dictadura, se dio la alfabetización en las regiones del país, como también el mestizaje. Además, las políticas públicas permitieron un mayor consumo de la industria cultural del sector popular en el país. Las historietas que aparecían mostraban la realidad campesina, incluyendo momentos de humor y aventura. No fue hasta que reapareció Monos y Monadas, con un humor enfocado en la fisonomía de las personas. Este regreso permitió el retorno de la caricatura. Por ejemplo, aparece Carlos Tovar y Juan Acevedo en la revista Collera. Este último ya había colaborado más antes en Monos y Monadas, al igual que en el Sistema Nacional de Comunicación Sociales (SINAMOS).
Es en esta época y en esta reedición de Monos y Monadas en la que encontramos al referente principal de las producción de historietas políticas de mujeres, Marisa Godinez, quien a diferencia de sus compañeros, los temas que tocaba ella no entraban en el terreno político propiamente dicho; sino sus dibujos eran autorreferenciales y autobiográficos representando en estos como ella se sentía como mujer siendo ama de casa, mamá y esposa. Es decir, si bien es cierto ella no buscaba dar su punto de vista de los que eran considerados en ese entonces problemas sociales y políticos, ella presentaba el mundo de la mujer visto desde su propia perspectiva sin darse cuenta de que los problemas que ella tenía en su hogar eran los problemas que muchas mujeres padecían dentro de sus hogares.
Después, el humor político se centró en la caricatura, que tuvo como objetivo principal ridiculizar al entonces presidente Morales Bermúdez, pero también las consecuencias que las dictaduras ocasionaban, como la crisis económica y social. Así, otra figura importante fue Juan Acevedo, quien realizó historietas combinando la aventura y el humor. Uno de sus personajes más reconocidos fue “El Cuy”, publicado en 1979. Sin embargo su papel en el humor gráfico no se limitó solo a eso, sino que también tuvo un interés social, buscando la reflexión de las personas, por eso su participación en diarios como Última Hora o Expreso.  Posteriormente (1989) aparece otro personaje “Luchín González”, como forma de protesta contra la guerrilla en el interior del país.
Y es que durante la época de conflicto interno, las caricaturas e historietas no se hicieron esperar. Por ejemplo, en Monos y Monadas apareció una caricatura llamada “Gonzalito”, en alusión al líder senderista; del mismo modo, muchos humoristas criticaban tanto a las fuerzas armadas como a los guerrilleros. Incluso los mismos revolucionarios utilizaron la caricatura para la promoción de su ideología. Aparece una larga lista de caricaturistas, entre ellos Mario Molina, Alfredo Marcos, Alonso Nuñez, Julio Carrión, etc. Mientras tanto Carlos Tovar y Eduardo Rodríguez participaron en la producción de material satírico. Sin embargo, con la desaparición de Monos y Monadas, Marisa Godínez deja de publicar en un medio tan visible y con ella desaparece la producción femenina del mundo de la historieta/caricatura política-social.
En el gobierno de Alberto Fujimori, la caricatura se vio en parte afectada por la prensa chicha, que tuvo marcada una línea propia en caricaturas. La mayoría de sus publicaciones estaban hechas por autores sin seudónimo. En el caso de La Yuca, La Chuchi, Aja y el El Chino, las viñetas correspondían a historietas de corte erótico (Infante, 2010). El ya mencionado Alfredo Marcos creó “El país de las maravillas”, que combinaba series familiares y caricatura política. Sus dibujos los difundía por medio de los diarios La República y El Popular. Los temas variaron, desde un humor social combinado con lo político (como en “Los Calatos”), que utilizaba el doble sentido como recurso principal; hasta la temática de la vida cotidiana.
En el año 2001 se publicó por primera vez el fanzine Carboncito. La misma fue un crisol de diversos autores durante los dieciséis años que duró la revista, publicándose su último número, el 20, en el 2017. En un inicio, se publicaron únicamente los trabajos de diversos autores peruanos, para, a partir del número 11, dar cabida a autores de otros países de Latinoamérica. Si bien la publicación tuvo un inicio "artesanal" hecho en fotocopias, a la usanza de los fanzines del Perú, a partir del número 5 se presentó en formato revista impresa. Asimismo, con el paso de las ediciones, fue mejorando tanto en calidad de edición como en su contenido.
La nueva década vino acompañada de un aporte interesante: la capacidad de construir un “personaje caricatográfico” con base en un discurso con más autonomía (Infante, 2008). De esta manera, la caricatura tenía a un personaje principal, el cual puede o no ser de ficción, pero cuya vida se desarrolla dentro de una viñeta. Si bien no todos desarrollan ese estilo, gran parte tiene marcada la construcción del imaginario popular en sus trabajos. Durante todo este tiempo el campo del humor gráfico es dominado netamente por hombres, quienes logran posicionarse en medios de comunicación masivos con los que comparten una forma de pensar; mientras que la mujeres son obligadas a producir y editar sus propias creaciones, lo cual se vuelve una tarea difícil debido a la falta de apoyo al artista en general en el Perú, el bajo consumo de historietas y la falta de recursos económicos por parte de ellas mismas, por lo que ganar un nombre en este campo se les dificulta mucho más que a los varones.
Es recién en  el 2011 cuando podemos encontrar los trabajos de Águeda Noriega en un medio de comunicación masiva como es el complemento semanal del diario Peru21, El Otorongo, en el cual laboró un año. Mediante la producción mediática de Noriega podemos observar que hay un giro en la temática de la mujer pues ella ya no se limitaba a los trabajos autorreferenciales, sino que también tocaba temas llamados universales. Sin embargo después de la participación de Noriega en este semanario no se registra alguna otra participación femenina en la producción de caricaturas para medios masivos.
En los últimos años, la caricatura al igual que la historieta han cambiado su dinámica. No solo por el avance de la tecnología, sino porque también se ha visto como un medio para poder a un mayor número de personas; sin embargo, esto ha llevado que se establezcan algunas limitaciones en los temas y en los recursos a utilizar. Si bien es cierto, en el Perú, muchas de los programas y las actividades estatales han empezado a usar la historieta como un recurso comunicativo, lo cual ha abierto un espacio más, al estar bajo orden estatal, este se presenta como un espacio de trabajo mas no como un espacio de manifestación de los ideales propios. En este campo aún encontramos una predominancia masculina, principalmente debido al machismo de la sociedad y a la envidia tan alucinante que hay en el circuito de ilustradores peruanos
El cómic de superheroínas mujeres se dio a conocer con la exitosa publicación de la Chola Power de Martín Espinoza y posteriormente el libro Chica Cafeína de la escritora Cecilia Zero, publicado a finales del 2017 por le editorial SM. Actualmente, el libro es leído por miles de niños en el Perú.
Posteriormente a estas publicaciones, nace k-china cómics del escritor Javier Arevalo, desarrollando una colección de personajes de la manos de ilustradores del Perú.

### Cómic actual
- Juan Acevedo es un dibujante reconocido a nivel mundial y en Perú ha publicado diversas historietas muy populares como:
  - Paco Yunque: Basado en el cuento de César Vallejo
  - El Cuy
- Esta se le suman los caricaturistas políticos:
  - Andrés Ederry: OtraVezAndrez (Somos) y Oscar y Luichín.
  - Carlos Tovar:  Carlincaturas (El Comercio, ahora La República).
  - Eduardo Rodríguez: Heduardicidio (El Comercio, ahora La República).[10]
  - Supemento El otorongo (Perú 21)